# Геннінген
Геннінген (нім. Hönningen) — громада в Німеччині, розташована в землі Рейнланд-Пфальц. Входить до складу району Арвайлер. Складова частина об'єднання громад Альтенар.
Площа — 10,02 км2. Населення становить 1056 ос. (станом на 31 грудня 2020).